# Alvin Hansen
Alvin Harvey Hansen (23. august 1887 – 6. juni 1975), ofte kaldt "den amerikanske Keynes", var professor i økonomi ved Harvard, en meget læst forfatter om aktuelle, økonomiske emner og en indflydelsesrig rådgiver for den amerikanske regering. Han var med til at skabe Council of Economic Advisors og det amerikanske sociale sikkerhedssystem, Social security system. Han er mest kendt for at introducere Keynes' økonomi i USA i 1930'erne. Mere effektivt end nogen anden forklarede og populariserede han de kontroversielle ideer, som Keynes' The General Theory of Employment, Interest, and Money bestod af. I 1967 sagde Paul McCracken, formand for præsidentens Council of Economic Advisers: "Det er en ubestridelig kendsgerning at du har indvirket på den måde vor nation tænker om økonomiske emner, mere end nogen anden økonom i dette århundrede".

## Tidlige år, uddannelse og karriere
Han blev født af danske forældre i Viborg, South Dakota. Hans far var Niels Hansen og moder Birgitte, som begge var udvandret fra Viborg i Jylland, men mødte hinanden på prærien. Han blev gift med Mabel Lewis (1889-1976). Hendes bedstefader var Lars Olsen fra Vik i Sogn, og navnet Lewis var helt enkelt en anglisering af navnet Larsen, foretaget da familien kom til USA. Børn Marian Hansen (f. 1919) og Mildred Hansen (f. 1922). Efter at have studeret engelsk ved 'Yankton College' tog han sin Ph.D. i økonomi ved Wisconsin-Madison universitetet i 1918. Han arbejdede sammen med de såkaldte 'institutionalister' John R. Commons og Richard T. Ely, men delte ikke deres tilgang til økonomien. Efter sin doktordisputats underviste han ved Brown University, indtil han kom til Minnesotas universitet i 1923, hvor han specialiserede sig i konjunkturteori. Han var ofte rådgiver for regeringen i Washington, hvor han i 1935 hjalp Edwin E. Witte med at udforme Social Security Act. I 1937 blev Hansen udnævnt til Lucius N. Littauer Professor of Political Economy ved Harvard Universitet.

## Keynesianisme
Hansen's anmeldelse af John Maynard Keynes' The General Theory of Employment, Interest and Money var skeptisk, men da december 1938 oprandt, holdt han en tale til American Economic Association, hvor han talte for Keynes' teorier angående nødvendigheden af, at regeringen greb ind i situationer, hvor økonomien var i recession. Kort efter at han var ankommet til Harvard i 1937, blev hans årlige kursus i finanspolitik en kilde til inspiration for mange studenter, heriblandt Paul Samuelson og James Tobin -- begge to skulle senere få Nobelprisen i økonomi -- til at videreudvikle og popularisere keynesiansk økonomi. Hansens bog fra 1941, Fiscal Policy and Business Cycles, var det første større værk i De Forenede Stater, som fuldstændigt bakkede op om Keynes' analyser af årsagerne til Depressionen. Hansen brugte denne analyse til at argumentere for keynesiansk ekspansiv finanspolitik, hvor en regering kan og bør have underskud på den offentlige saldo, hvis situationen kræver det.
Hansens bedst kendte bidrag til den økonomiske videnskab er hans og John Hicks' udvikling af IS/LM-modellen, også kendt som Hicks-Hansen-syntesen. Fremstillingen viser grafisk Investment-Savings (IS) (investeringer-opsparing) og liquidity-money supply (LM) (likviditet-pengemængde), og bruges til at vise, hvordan finans- og pengepolitik kan bruges til at ændre den nationale indkomst.
Hansen's bog fra 1938, Full Recovery or Stagnation?, var baseret på keynesianske ideer og var et udvidet argument om, at der ville være stagnation i beskæftigelsen på langt sigt, hvis ikke regeringen intervenerede på efterspørgselssiden. Efterhanden blev stagnationsteorier forbundet mere med Hansen end med Keynes.
Paul Samuelson var Hansens mest berømte student. Samuelson henviste gerne til Full Recovery or Stagnation? (1938) som hovedinspirationskilden til sin berømte accelerator-multiplikator-konjunkturmodel fra 1948. Leeson (1997) viser, at medens Hansen og Sumner Slichter fortsatte med at være ledende fortalere for keynesiansk økonomi, så førte deres gradvise opgivelse af en fast opbakning til prisstabilitet til en udvikling af en keynesianisme, som var forskellig fra Keynes' egen holdning.

## Permanent stagnation
I slutningen af 30'erne argumenterede Hansen for, at en "permanent stagnation" var begyndt, sådan at den amerikanske økonomi aldrig ville vokse hurtigt igen, fordi forudsætningerne for væksten havde udspillet sig selv, heriblandt teknologisk innovation og befolkningsvækst. Den eneste løsning, argumenterede han, var at den føderale regering konstant havde store underskud. Denne tese var højst kontroversiel, og kritikere som for eksempel George Terborgh angreb Hansen som værende pessimist og en taber. Hansen svarede, at permanent stagnation blot var et andet navn for Keynes' underbeskæftigelses-ligevægt. Uanset hvad, så undermineredes Hansens forudsigelser af den vedvarende vækst, som begyndte i 1940, og hans stagnationsmodel gik i glemmebogen .

### Den permanente stagnations models genopståen
I september 2013 erklærede professor Paul Krugman, at der var mange tegn på, at verden nu befinder sig i netop den situation, som Hansen kaldte permanent stagnation. Den 15. november 2013 fik denne måde at beskrive situationen på sin hidtil mest autoritative opbakning, da tidligere finansminister Lawrence Summers på et møde i IMF erklærede sig som tilhænger af denne opfattelse. Det samme menes at gælde for en række andre amerikanske økonomer helt ind i den amerikanske centralbank Federal Reserve.

#### Etymologi
På engelsk omtales permanent stagnation som secular stagnation. Ordet "sekulær" baserer sig på definition 3(c) af “secular” i Merriam-Webster: “of or relating to a long term of indefinite duration”, altså "relaterende til det lange sigt eller af uendelig varighed". Amerikanske økonomer har brugt denne betegnelse til at beskrive begrebet, lige siden Alvin Hansen populariserede det i 30'erne og 40'erne.

## Udgivelser
- Shifting the War Burden (mit L.H. Haney, 1921, The American Economic Review (AER))
- Cycles of Strikes (1921, AER)
- Business Cycle Theory (1927)
- A Fundamental Error in Keynes's Treatise (1932, AER)
- Economic Stabilisation in an Unbalanced World (1932)
- Mr. Keynes on Underemployment Equilibrium (1936, Journal of Political Economy (JPE))
- Full Recovery or Stagnation (1938)
- Economic Progress and Declining Population Growth (1939, AER)
- Fiscal Policy and Business Cycles (1941)
- Economic Policy and Full Employment (1946)
- Some Notes on Terborgh's "The Bogey of Economic Maturity" (1946, REStat)
- Dr. Burns on Keynesian Economics (1947, RES)
- The General Theory (1947)
- Keynes on Economic Policy (1947)
- Monetary Theory and Fiscal Policy (1949)
- The Pigouvian Effect (1951, JPE)
- A Guide to Keynes (1953)
- The Dollar and the International Monetary System (1965)

## Eksterne kilder
- Alvin Hansen, "Economic Progress and Declining Population Growth," American Economic Review (29) March (1939). at JSTOR
- http://www.bookrags.com/biography/alvin-hansen/
- Alvin Hansen, Fiscal Policy and Business Cycles (1941)
- Barber, William J. "The Career of Alvin H. Hansen in the 1920s and 1930s: a Study in Intellectual Transformation." History of Political Economy 1987 19(2): 191-205. Issn: 0018-2702
- Leeson, Robert. "The Eclipse of the Goal of Zero Inflation." History of Political Economy 1997 29(3): 445-496. Issn: 0018-2702 Fulltext: in Ebsco. deals with Hansen and Sumner Slichter
- Donald Markwell,  John Maynard Keynes and International Relations: Economic Paths to War and Peace, Oxford University Press (2006).
- Miller, John E. "From South Dakota Farm to Harvard Seminar: Alvin H. Hansen, America's Prophet of Keynesianism" Historian (2002) 64(3-4): 603-622. Issn: 0018-2370
- Rosenof, Theodore. Economics in the Long Run: New Deal Theorists and Their Legacies, 1933-1993 (1997)
- Seligman, Ben B., Main Currents in Modern Economics, 1962.